# Marie Noe
Marie Noe, née le 23 août 1928 à Philadelphie et morte le 5 mai 2016 dans la même ville, est une Américaine accusée en 1998 des meurtres de huit enfants. Entre 1949 et 1968, huit des dix enfants de Noe meurent de causes mystérieuses alors attribuées à des morts subites du nourrisson. Chacun des huit enfants était en bonne santé à la naissance et se développait normalement.
Les deux autres enfants décédèrent de cause naturelle. Noe avoua avoir étouffé quatre des enfants et accepta de plaider coupable en juin 1999. Elle fut condamnée à une période de vingt années de mise à l’épreuve ainsi qu’à une étude psychiatrique.

## Jeunesse
Marie Noe était l’une des sept enfants nées du mariage chaotique de ses parents. Marie contracta une scarlatine à l’âge de cinq ans, ce qu’elle identifiera plus tard comme la cause de ses problèmes d’apprentissage.
Elle quitta l’école lorsqu’elle était jeune adolescente pour travailler et prendre soin de sa nièce enfantée par une de ses sœurs aînées.

## Mariage et enfants
Marie et Arthur Noe se rencontrèrent dans un club privé à West Kensington, Philadelphie.
Après qu’il lui eut brièvement fait la cour, le couple s’enfuit. Ils ont alors dix enfants.
1. Richard (7 mars 1949 – 7 avril 1949)
2. Elizabeth (8 septembre 1950 – 17 février 1951)
3. Jacqueline (23 avril 1952 – 3 mai 1952)
4. Arthur Jr. (23 avril 1955 – 28 avril 1955)
5. Constance (24 février 1958 – 20 mars 1958)
6. Letitia (mort-née le 24 août 1959)
7. Mary Lee (19 juin 1962 – 4 janvier 1963)
8. Theresa (morte à l’hôpital en juin 1963 d'une malformation congénitale)
9. Catherine (3 décembre 1964 – 24 février 1966)
10. Arthur Joseph (28 juillet 1967 – 2 janvier 1968)

Lors de la naissance par césarienne de son dernier enfant, Marie Noe souffrit d’une rupture utérine et dut subir une hystérectomie.

## Réouverture de l'enquête et accusations
L’intérêt pour l’affaire fut relancé après la publication d’un livre en 1997 : The Death of Innocents traitant de Waneta Hoyt et de recherches faites dans le cadre d'un article paru en avril 1998 dans le magazine Philadelphia.
L’auteur de l’article fournit le résultat de ses investigations à la police de Philadelphie en mars 1998. Lorsque la police interrogea Marie Noe à la suite de la réception de ces informations, Marie Noe avoua avoir étouffé quatre de ses enfants. Elle déclara ne pas pouvoir se rappeler ce qui était arrivé aux autres enfants qui sont morts dans des circonstances similaires.
Elle fut accusée de meurtre avec préméditation en août 1998.
Elle plaida alors coupable, et admit huit meurtres sans préméditation pour lesquels elle fut condamnée en juin 1999 à vingt années de mise à l’épreuve, les cinq premières années assignée à domicile.
Une autre des conditions liées à sa plaidoirie est d’accepter une étude psychiatrique afin d’identifier les raisons des meurtres de ses enfants. En septembre 2001, l’étude fut finalisée et le tribunal statua qu’elle souffrait de troubles de la personnalité.